# Draco guentheri
Espèce
Synonymes
- Draco rizali Wandolleck, 1900

Statut de conservation UICN

 LC  : Préoccupation mineure
Draco guentheri est une espèce de sauriens de la famille des Agamidae.

## Répartition
Cette espèce est endémique des Philippines. Elle se rencontre à Mindanao et dans l'archipel de Sulu à Basilan, à Jolo, à Simunul, à Siasi, à Sanga-Sanga et à Bongao.

## Étymologie
Cette espèce est nommée en l'honneur d'Albert Charles Lewis Günther.

## Publication originale
- Boulenger, 1885 : Catalogue of the lizards in the British Museum (Natural History) I. Geckonidae, Eublepharidae, Uroplatidae, Pygopodidae, Agamidae, Second edition, London, vol. 1, p. 1-436 (texte intégral).